# Вулиця Гетьмана Самойловича (Житомир)
Вулиця Гетьмана Самойловича — вулиця в Богунському районі міста Житомир.

## Розташування
Знаходиться на Богунії. Бере початок від проспекту Миру і завершується кутком.

## Історія
Забудова вулиці почала формуватися у 1960-х роках. До початку забудови територія була залісненою. Станом на початок ХХ століття — землі села Барашівка Житомирського повіту. Переважна частина багатоповерхових житлових будинків збудована у 1960 — 1970-х рр..
До 1979 року будинки вздовж вулиці мали адреси Корабельний провулок — ця назва об'єднувала усі будинки, розташовані в декількох довколишніх кварталах. У 1979 році Корабельний провулок перейменовано на вулицю Гречка. У 1996 році частина вулиці Гречка виділена в окрему вулицю та отримала чинну назву.